# Karsahakrivier
De Karsahakrivier (Zweeds: Karsahakjåkka of Karsahakjohka) is een rivier die stroomt in de Zweedse  gemeente Kiruna. De Karsahakrivier ontstaat op de berghellingen van de Siuru. Ze stroomt naar het zuidwesten weg. Ze is circa 12 kilometer lang.
Aan de voet van dezelfde berg Siuru ontstaan de Nalmuisenrivier en de Ylinen Siururivier; beide zijrivieren van de Lainiorivier stromen oostwaarts.
Afwatering: Karsahakrivier → Sekkurivier → Vittangirivier → Torne → Botnische Golf